# Sebba (département)
Pour la ville chef-lieu, voir Sebba.
Sebba (ou Sébba) est un département et une commune urbaine de la province du Yagha, situé dans la région du Sahel au Burkina Faso.
En 2006, le dernier recensement consolidé comptabilisait 32 314 habitants.

## Villes et villages
Le département et la commune urbaine de Sebba est administrativement composé d'une petite ville chef-lieu, également chef-lieu de la province (données de population consolidées issues du recensement général de 2006) :
- Sebba, subdivisée en 5 secteurs urbains (totalisant 5 906 habitants) :

- Secteur 1 (1 200 habitants)
- Secteur 2 (1 138 habitants)
- Secteur 3 (1 745 habitants)
- Secteur 4 (803 habitants)
- Secteur 5 (1 020 habitants)

et de 18 villages ruraux (totalisant 26 408 habitants) :
- Bagnaba (1 997 habitants)
- Bandihossi (1 017 habitants)
- Diogora (564 habitants)
- Gandi (710 habitants)
- Gatougou (3 569 habitants)
- Gongongou (1 702 habitants)
- Guendé (834 habitants)
- Guissangou (516 habitants)
- Helga (2 068 habitants)
- Ibbal (2 616 habitants)
- Kankanfogou (2 081 habitants)
- Kirgou (1 406 habitants)
- Namantougou (2 080 habitants)
- Niaptana (1 303 habitants)
- Notou (969 habitants)
- Tambondi (900 habitants)
- Tandialouol (1 696 habitants)
- Wantarangou (440 habitants)